# Semur-en-Vallon
 Semur-en-Vallon  es una población y comuna francesa, situada en la región de Países del Loira, departamento de Sarthe, en el distrito de Mamers y cantón de Vibraye.

## Demografía
| 451 | 402 | 413 | 438 | 429 | 441 |
| Para los censos de 1962 a 1999 la población legal corresponde a la población sin duplicidades (Fuente: INSEE [Consultar]) |     |     |     |     |     |